# 허정재
허정재(許正宰, 1969년 5월 29일~)는 대한민국의 축구 선수 출신 지도자이다.

## 생애
호남대학교 축구부를 거쳐 서울신탁은행 축구단에 들어갔다.
은퇴 이후에는 풍생중 및 성남 FC 유스팀에서 17년간 지도하며 주민규, 황의조, 홍철 등과 같은 선수들을 육성했다.
이후에는 대한민국 여자 U-17 축구 국가대표팀 감독직을 맡으며 여자 축구계의 육성에도 힘썼다.